# نجاة مجيد
نجاة مجيد هي دبلوماسية وسياسية مغربية وقد شغلت منصب الممثِّل الخاص للأمم المتحدة المعنيّ بالعنف ضد الأطفال، تم تعيينها في هذا المنصب من قبل الأمين العام للأمم المتحدة أنطونيو غوتيريس في مايو 2019، وشغلت نجاة مجيد أيضًا في السابق منصب المقرر الخاص المعني ببيع الأطفال وبغاء الأطفال واستغلال الأطفال في الخلاعة (الإباحية) من عام 2008 حتى 2014، كما تلقت العديد من الجوائز لسعيها المستمر في مجال حماية حقوق الطفل.

## النشأة والتعليم
درست نجاة مجيد الطب في جامعة بوردو وحصلت على درجة الدكتوراه في الطب العام من جامعة الرباط، كما حصلت على درجة الماجستير في حقوق الإنسان من معهد حقوق الإنسان في سويسرا.

## الحياة العملية
بعد إنهائها للجامعة عملت نجاة مجيد كطبيبة وأصبحت رئيسة قسم طب الأطفال ومديرة مستشفى الحي الحسني للأم والطفل في الدار البيضاء، كما أسست منظمة بيتي غير الحكومية التي تعمل مع الشباب المشردين في المغرب.
عملت نجاة مجيد كعضو في المجلس الوطني المغربي لحقوق الإنسان ومجلس المنتدى الأفريقي لسياسة الطفل.

## الجوائز التي حصلت عليها
نالت العديد من الجوائز التقديرية منها:
- جائزة ناتالي (المركز الدولي للطفولة والأسرة في باريس 1997)
- الجائزة الأوروبية لطب الأطفال الاجتماعي (1997)
- جائزة الجمهورية الفرنسية لحقوق الإنسان (2000).[6]